# Unzá
Unzá (oficialmente Untzaga/Unzá) es una localidad del concejo de Unzá-Apreguíndana, que está situado en el municipio de Urcabustaiz, en la provincia de Álava, País Vasco (España).

## Toponimia
El lugar puede aparecer referido como «Unzá» y «Untza».

## Historia
La localidad aparece como Unçaa en documento de 1257. El apellido del mismo nombre aparece como Unza en documento de 1487 mencionado en el Fuero de Ayala. El 19 de marzo de 1836 tuvo lugar en Unzá un enfrentamiento entre las tropas carlistas de Eguía y las liberales de Espartero para el control del Alto Nervión, Orduña y accesos de Valmaseda. De resultado incierto, ambos generales se atribuyeron la victoria, causándose numerosas bajas.
Hacia mediados del siglo XIX, el lugar, ya por entonces perteneciente a Urcabustaiz, tenía contabilizada una población de 84 habitantes. Aparece descrito en el decimoquinto volumen del Diccionario geográfico-estadístico-histórico de España y sus posesiones de Ultramar de Pascual Madoz con las siguientes palabras:

UNZÁ: l. del ayunt. de Urcabustaiz en la prov. de Alava (á Vitoria 5 leg ), part. jud. de Amurrio (1), aud. terr. de Búrgos (20), c. g. de las Provincias Vascongadas; dióc. de Calahorra (19). sit. en una llanura al final de la peña de su nombre; clima frio; reina el viento S. y se padecen catarros. Tiene 25 casas, escuela de primera educacion para ambos sexos, frecuentada por 12 alumnos y doatada con 1,000 rs.; igl. parr. (San Fausto) servida por tres beneficiados; cementerio contiguo á la igl. y para el surtido del vecindario una fuente próximo á la pobl. El térm. confina N. Uzquiano; E. Apreguindana; S. Cuartango, y O. Antoñana; comprendiendo dentro de su circunferencia parte del monte Guibijo, poblado de robles, hayas y espinos, el cual le pertenece en comunidad, asi como los pastos de Altube y Basande, con otros pueblos; hay alamedas con buen arbolado en el camino real de Bilbao á Vitoria. El terreno es flojo y le atraviesa el arroyo llamado de las Tejerias. caminos: la mencionada carretera y otros de pueblo á pueblo, en mal estado: el correo se recibe de Orduña. prod.: trigo, maiz y patatas; cria de ganado vacuno, caballar, lanar y cabrío; caza de liebres, perdices y zorros. ind.: ademas de la agricultura y ganaderia hay un molino harinero. pobl.: 16 vec., 84 alm. contr : con su ayunt. (V.).
(Madoz, 1849, p. 218)

## Demografía
En 2023, el núcleo de población tenía empadronados 57 habitantes.
| Gráfica de evolución demográfica de Unzá entre 2000 y 2017  |
|                                                             |
| Población de derecho según los censos de población del INE. |